# Isla Baker
La isla Baker (en inglés: Baker Island) es uno de los catorce territorios no incorporados de los Estados Unidos. Forma parte del archipiélago de las islas Fénix y, aunque despoblada, los Guardia Costera de Estados Unidos visitan la isla anualmente.
Es el último territorio del mundo junto con la isla Howland en donde llega el Año Nuevo en contraposición a la isla Kiritimati.

## Historia
Los Estados Unidos tomaron posesión de la isla en 1857, reclamado sobre la Ley de Islas Guaneras de 1856. Los depósitos de guano fueron minados por compañías de Estados Unidos y el Reino Unido en la segunda mitad del siglo XIX. Una corta tentativa de colonizar la isla (y también isla Howland) comenzó en 1935, pero fue interrumpida por la Segunda Guerra Mundial y se abandonó. 
El 7 de diciembre de 1886, la American Guano Company vendió todos sus derechos a la empresa británica John T. Arundel and Company, que convirtió a la isla en su sede para las operaciones de excavación de guano en el Pacífico desde 1886 hasta 1891. Arundel se postuló en 1897 en la oficina colonial Británica para una licencia para trabajar en la isla bajo la presunción de que Estados Unidos había abandonado su reclamo. El Reino Unido entonces consideró a la isla Baker como un territorio británico, aunque nunca la anexó formalmente. Estados Unidos planteó la cuestión a principios de la década de 1920 y después de algunos intercambios diplomáticos, lanzaron en 1935 el Proyecto de Colonización de las Islas Ecuatoriales Estadounidenses y emitieron en mayo de 1936 la Orden Ejecutiva 7358 para aclarar su soberanía.
Este breve intento de colonización, a través del Proyecto de Colonización de las Islas Ecuatoriales de Estados Unidos, comenzó cuando los colonos estadounidenses llegaron a bordo del Itasca de la USCGC, el mismo barco que llevó a los colonos a la vecina isla Howland, el 3 de abril de 1935. Construyeron un faro y viviendas sustanciales. e intentaron cultivar varias plantas.
El asentamiento se llamó Meyerton, en honor al capitán H.A. Meyer del Ejército de los Estados Unidos, quien ayudó a establecer los campamentos en 1935. Un grupo de cocoteros de aspecto triste se llamaba en broma King-Doyle Park en honor a dos ciudadanos conocidos de Hawái que visitaron el Taney en 1938. Este grupo era el mejor en la isla, plantado cerca de una filtración de agua, pero el clima seco y las aves marinas, ansiosas por cualquier lugar en el que posarse, no les dio a los árboles o arbustos muchas oportunidades de sobrevivir. King – Doyle Park fue posteriormente adoptado como nombre geográfico por el Servicio Geológico de Estados Unidos. Su población era de cuatro civiles estadounidenses, todos los cuales fueron evacuados en 1942 después de los ataques aéreos y navales japoneses. Durante la Segunda Guerra Mundial fue ocupado por el ejército estadounidense.
Actualmente, la isla es un refugio de vida salvaje nacional («National Wildlife Refuge») gestionado por el Servicio de Pesca y Vida Silvestre, dependiente del Departamento del Interior de los Estados Unidos.

## Geografía
El atolón, esta a medio camino entre Hawái y Australia, tiene una superficie de 2,1 km² y una altura máxima de 8 metros sobre el nivel del mar. Su clima es ecuatorial, con escasas precipitaciones, viento constante y sol ardiente. La isla está rodeada por un arrecife de coral estrecho, el cual es un peligro para los barcos que navegan cerca de la costa.  
Su vegetación es escasa y dispersa, formada por hierba, vid de postrado, y arbustos bajos. La isla carece de árboles y de una fuente natural de agua potable. 
La isla Baker cuenta con la curiosidad de ser el territorio emergido más próximo a la antípoda del centro geográfico del mundo, es decir la intersección entre la línea del ecuador y el meridiano 180 o antimeridiano.

#### Flora y fauna
Baker no tiene fuentes naturales de agua dulce. No tiene árboles, la vegetación es escasa y posee cuatro tipos de hierba, enredaderas postradas y arbustos de bajo crecimiento. La isla es principalmente un hábitat para la anidación, descanso y alimentación para las aves marinas, las aves costeras y la vida silvestre marina.
Varias variedades de aves playeras y otras especies habitan la isla y las aguas cercanas, algunas consideradas en peligro de extinción. La Arenaria interpres, la aguja colipinta, la lija y el chorlito dorado del Pacífico (Pluvialis fulva) se consideran las especies de menor preocupación. El zarapito del pacifico (Numenius tahitiensis) se considera vulnerable en el plan nacional de prioridades de conservación. A lo largo del arrecife se pueden encontrar tortugas verdes y tortugas carey, ambas en peligro crítico de extinción.
Las especies de aves marinas como la fragata menor, el charrán marrón noddy y el charrán de hollín utilizan la isla para anidar y descansar. También se cree que la isla es una parada de descanso para las aves playeras que se reproducen en el Ártico.

### Refugio Nacional de Vida Silvestre
El 27 de junio de 1974, el Secretario del Interior, Rogers Morton, creó el Refugio Nacional de Vida Silvestre de la Isla Baker, que se amplió en 2009 para agregar tierras sumergidas dentro de las 12 millas náuticas (22 km) de la isla. El refugio ahora incluye 215 hectáreas de tierra y 165,996 hectáreas de agua. Baker, junto con otras seis islas, fue administrado por el Servicio de Pesca y Vida Silvestre de EE. UU. Como parte del Complejo del Refugio Nacional de Vida Silvestre de las Islas Remotas del Pacífico. En enero de 2009, el presidente George W. Bush designó nuevamente a esa entidad como Monumento Nacional Marino de las Islas Remotas del Pacífico.
Los desafíos ambientales incluyen escombros militares abandonados de la Segunda Guerra Mundial y pesca ilegal en alta mar. Las especies exóticas invasoras introducidas por la actividad humana, incluidas las cucarachas y los cocoteros, también han desplazado a la vida silvestre nativa. Los gatos salvajes, introducidos por primera vez en 1937, fueron erradicados en 1965.
La entrada pública a la isla es solo con un permiso de uso especial del Servicio de Pesca y Vida Silvestre de EE. UU. Y generalmente está restringida a científicos y educadores. Los representantes de la agencia visitan la isla en promedio una vez cada dos años, generalmente coordinando el transporte con un barco de la NOAA.

## Demografía
La población civil de los EE. UU. evacuó la isla en 1942 después de sufrir ataques aéreos y navales de los japoneses en la Segunda Guerra Mundial, puesto que el atolón estaba ocupado por las Fuerzas Armadas de los Estados Unidos, los cuales abandonaron la isla después de la guerra. Durante su etapa de población, su capital se asentó en Meyerton City, nombrada así en honor a H.A. Meyer.
El acceso al público solo es posible con un permiso especial del Servicio de Pesca y Vida Silvestre de los Estados Unidos, el cual generalmente solo se concede a científicos y educadores. A la mitad de la costa oeste del atolón están situados un cementerio y los restos de edificaciones del extinto asentamiento. Es visitado anualmente por el Servicio de Pesca y Vida Silvestre de los Estados Unidos (desde julio de 2000). 
Actualmente, el atolón se encuentra despoblado.

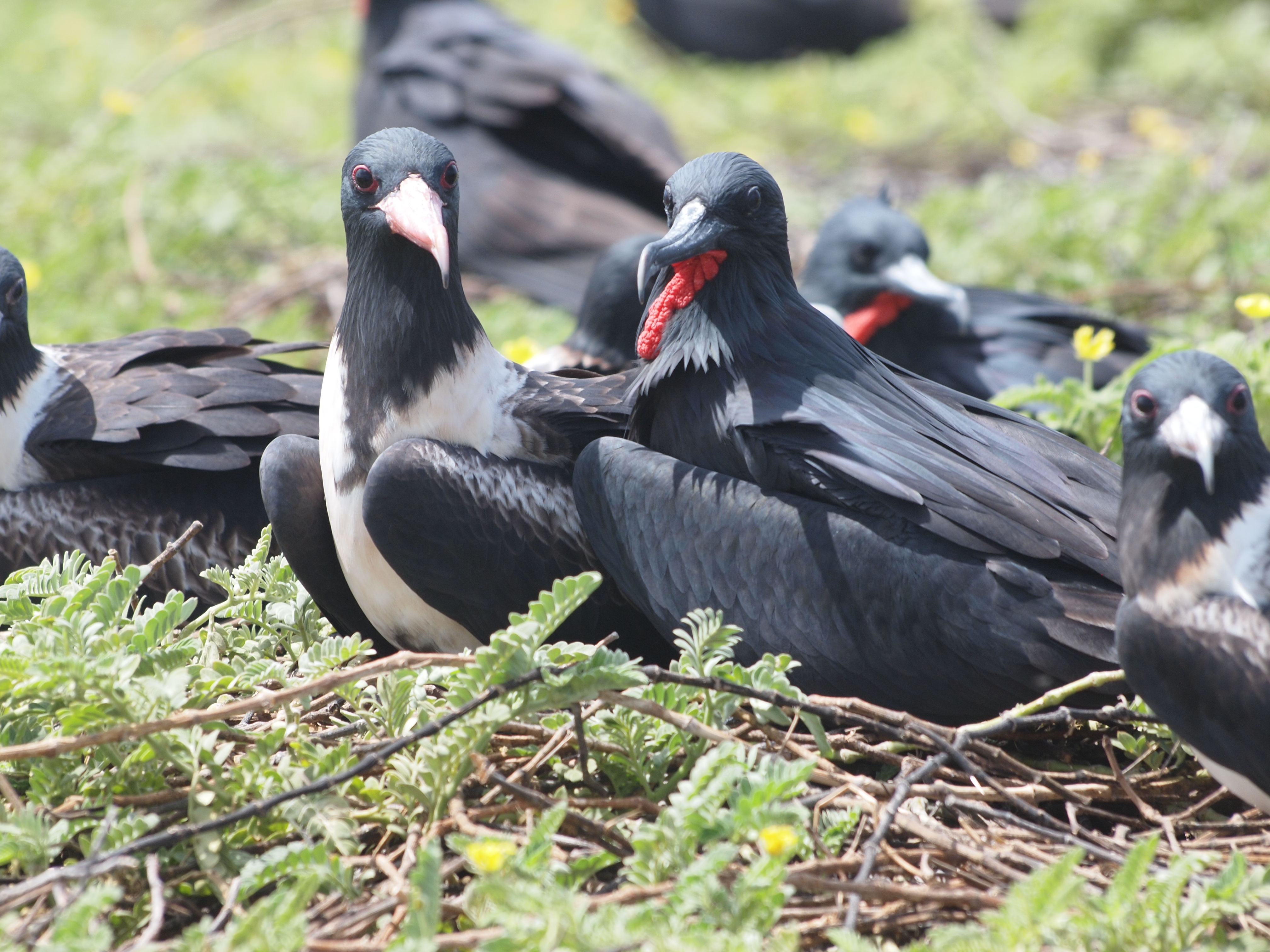
fragatas pelágicas en la isla de Baker

## Gobierno
Es un territorio no incorporado, administrado en Washington D. C., por el Servicio de Pesca y Vida Silvestre de los Estados Unidos dependiente del Departamento del Interior, como de parte del Sistema de Refugios de Vida Salvaje.

## Transporte
La isla carece de puertos y accesos marítimos, solo se puede anclar en el litoral, aunque hay un desembarcadero por el medio de la costa occidental. Sí cuenta con una pista de aterrizaje abandonada de la Segunda Guerra Mundial con una longitud de 1665 metros, que se encuentra completamente cubierta de vegetación y es, por lo tanto, inservible.
Hay un faro cerca del medio de la costa occidental.

## Ruinas y artefactos

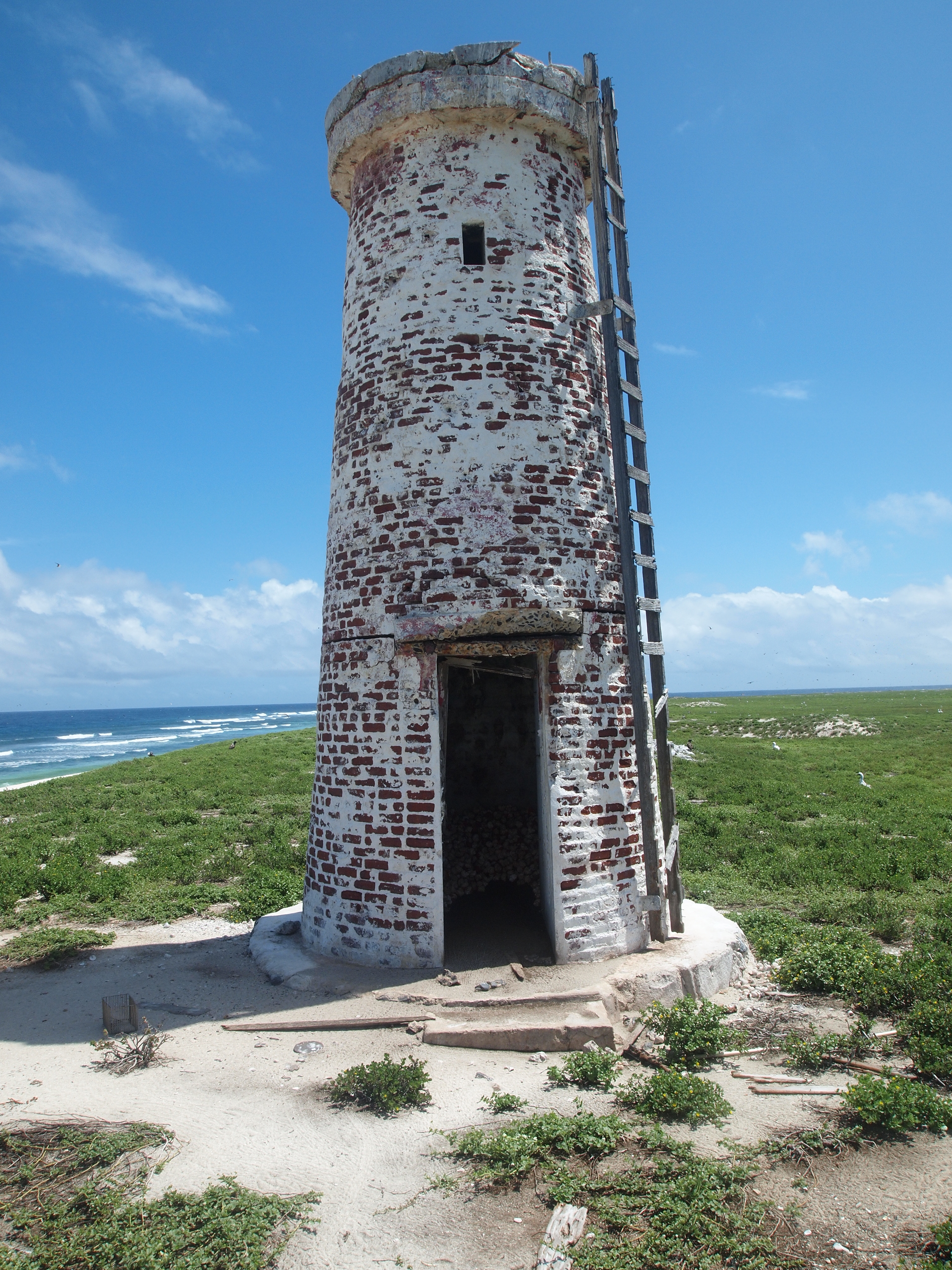
El Faro de la Isla

Los escombros de la ocupación humana pasada se encuentran esparcidos por toda la isla y en aguas costeras. La mayoría proviene de la ocupación militar estadounidense de la isla de 1942 a 1946. El remanente más notable es la pista de aterrizaje de 1.646 por 46 metros. Está completamente cubierto de vegetación e inutilizable. En la sección noreste, aparentemente el área principal del campamento, se encuentran los restos de varios edificios y equipo pesado.
Cinco postes de madera para antenas de unos 12 metros de altura permanecen en pie en el campamento. Los escombros de varios aviones estrellados y equipos grandes como excavadoras están esparcidos por la isla. Numerosas excavaciones de excavadoras que contienen restos de tambores de metal, combustible y agua están esparcidas por la parte central norte y el borde norte de la isla. La Marina informó la pérdida de 11 lanchas de desembarco en las olas durante la Segunda Guerra Mundial.